# Tipula monoptera
Tipula monoptera är en tvåvingeart som först beskrevs av Carl von Linné 1761.  Tipula monoptera ingår i släktet Tipula, ordningen tvåvingar, klassen egentliga insekter, fylumet leddjur och riket djur.
Artens utbredningsområde är Sverige. Inga underarter finns listade i Catalogue of Life.